# Autoestrada A3
Die Autobahn A3 oder Minho-Autobahn (Autoestrada do Minho) ist eine portugiesische Autobahn, die Porto mit Valença verbindet und bis zur spanischen Grenze führt. Sie verbindet die Subregionen Metropolregion Porto, Ave, Cávado und Alto Minho, die zur Region Norden gehören, mit einer Gesamtlänge von 112 km.

## Größere Städte an der Autobahn
- Porto
- Santo Tirso
- Braga
- Ponte de Lima
- Valença